# 1827 no Brasil
Esta é uma cronologia dos principais fatos ocorridos no no ano de 1827 no Brasil

## Incumbente
- Monarca
  - Imperador Dom Pedro I do Brasil

## Eventos

### Março
- Império do Brasil e o Reino Unido ratificam o término do tráfico negreiro.[1]